# Snow Hillön

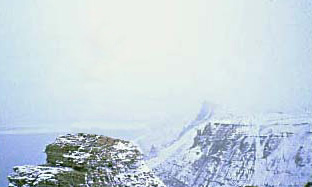
Snow Hillön

Snow Hillön (engelska Snow Hill Island) är en liten ö vid den norra delen av den Antarktiska halvön i Antarktis.

## Geografi
Snow Hillön ligger i Weddellhavet cirka 50 km öster om Graham Land. Den obebodda ön är av vulkaniskt ursprung, och har en areal om cirka 300 km² med en längd av ca 32 km och en bredd på cirka 10 km. Dess högsta höjd är på ca 170 m ö.h.

## Historia
Snow Hillön upptäcktes den 6 januari 1843 av den brittiska Antarktisexpeditionen under ledning av James Clark Ross. Ross kunde då inte avgöra om det rörde sig om en del av fastlandet eller var en ö. Den Första svenska Antarktisexpeditionen kunde under övervintringen här 1902 fastslå att det faktiskt var en ö. Expeditionens trähydda på den sydöstra delen är idag ett minnesmärke.